# Baumwollputz
Baumwollputz, auch als Flüssigtapete oder Nahtlostapete bezeichnet, ist ein Decken- und Wandbelag aus Baumwolle und wird anstelle von Tapeten oder mineralischen Putzen im Innenbereich angewendet. Zur optischen Verschönerung können Effektmaterialien untergemischt werden. Baumwollputz wird mittels Kunststoffglättkelle oder Trichterspritzpistole auf die Oberflächen aufgetragen.

## Geschichte und Eigenschaften
Flüssigtapeten wurden bereits in der alten japanischen Kaiserstadt Kyōto vor ca. 350 Jahren aus reiner Seide hergestellt.
Im 18. Jahrhundert wurde unter der Bezeichnung Flockentapete eine ähnliche Art von Wandbekleidung verstanden, bei der Wollstaub auf ein Trägermaterial aufgebracht ist.
Durch Weiterentwicklung entstand ein Wandbelag, der nicht nur eine behagliche und wohnliche Atmosphäre schafft, sondern auch individuelle Gestaltungsmöglichkeiten mit sich bringt. Flüssigtapeten bestehen heutzutage aus Baumwolle, Seide (oder Kunstseide) und/oder Textilfasern und Bindemittel. Mit Wasser vermischt wird sie dann mit der Glättekelle oder geeigneten Spritzanlagen aufgetragen.
Es gibt Dekore in verschiedenen Farben und Strukturen, in dezenten Naturtönen, in leuchtenden Farben, mit glänzenden Fasern oder mit Glimmereffekt. Die Eigenschaften von Baumwollputz sind von der Baumwolle geprägt. Baumwolle ist weich, reißfest, strapazierfähig und kann nahezu die Hälfte ihres Eigengewichts an Feuchtigkeit aufnehmen und wieder abgeben. Der Wandbelag ist atmungsaktiv und schallabsorbierend. Mit Baumwollputz beschichtete Wände fühlen sich warm an, durch den hohen Wärmewiderstand der Baumwolle.
Das Material ist leicht zu verarbeiten und kann kleine Risse überbrücken. Flüssigtapeten lassen sich sowohl bei der Ausstattung von Neubauten als auch bei der Renovierung einsetzen. Baumwollputz ist eine echte Alternative zu Tapeten oder herkömmlichen, mineralischen Putzen. Baumwollputz ist ein typisches Do-it-yourself-Produkt. Flüssigtapete ist geruchlos, staubfrei und gut für Allergiker geeignet.